# Josef Halter
Josef Halter (* 30. März 1811 in Schwaz; † 11. Mai 1872 in Salzburg) war Propst und Abgeordneter zum Österreichischen Abgeordnetenhaus.

## Leben
Josef Halter war Sohn des Bergmanns Johann Halter. Nach dem Besuch eines Priesterseminars in Salzburg erhielt er im Jahr 1835 die Priesterweihe. Von 1838 bis 1840 studierte er an der Theologischen Fakultät Salzburg, von 1840 bis 1841 am höheren Priesterbildungsinstitut zum Hl. Augustin (Frintaneum) und studierte auch Rechtswissenschaft an der Universität Wien. Im Jahr 1842 promovierte er ebenda zum Dr. iur. can. Zwischen 1829 und 1832 war er Mitglied des Franziskanerordens, ab 1836 Koadjutor in Schwoich und von 1837 bis 1838 in Angath (beide in Tirol). Ab 1842 war er Kooperator an der Dompfarre in Salzburg, zwischen 1844 und 1847 Dom-Chorvikar und von 1846 bis 1849 fürsterzbischöflicher Konsistorialsekretär in Salzburg. Ab 1852 war er Kapitular, ab 1854 Administrator, ab 1856 Dechant und ab 1869 Propst des Kollegiatsstifts Mattsee. Von 1856 bis 1872 war er auch Pfarrer von Obertrum. Er betätigte sich auch als Publizist. Am 11. Mai 1872 starb er im Alter von 61 Jahren an einer Bauchfellentzündung im St. Johannsspital in Salzburg.
Er war von 1861 bis 1872 Mitglied im Salzburger Landtag (1., 2., 3. und 4. Wahlperiode), Wahlklasse Großgrundbesitz, und er war von 1861 bis 1869 auch im Landesausschuss. Von 1870 bis 1872 war er Landeshauptmann-Stellvertreter von Salzburg.
Vom 11. Dezember 1848 bis zum 7. März 1849 war er, als Nachfolger des zurückgetretenen Mathias Gschnitzer, Abgeordneter des Reichstags und dort für den Wahlkreis Stadt Salzburg zuständig.
Er war römisch-katholisch und blieb zeit seines Lebens ledig.

## Politische Funktionen
Josef Halter war vom 15. September 1870 bis zum 10. August 1871 Abgeordneter des Abgeordnetenhauses im Reichsrat (III. Legislaturperiode) und war dort für die Kurie Großgrundbesitz, Städte außer Salzburg und Landgemeinden zuständig.

## Klubmitgliedschaften
Josef Halter war von Dezember 1848 bis zum 13. Januar 1849 Mitglied im Zentral-Klub und ab dem 14. Januar 1849 im Linken Zentrum.